# The Devil's Daughter (1915)
The Devil's Daughter  é um filme de drama mudo americano de 1915, perdido, dirigido por Frank Powell e estrelado por Theda Bara. Com base na peça La Gioconda de 1899, do escritor italiano Gabriele D'Annunzio, esta adaptação atualizada retratou a história de uma mulher vingativa - uma "vampira" - que usa sua beleza e sensualidade para atrair um jovem à ruína, destruindo seu casamento e seu carreira como artista. O filme foi produzido pela Fox Film Corporation e filmado no estúdio da empresa em Fort Lee, New Jersey e em locações em St. Augustine, Flórida.
A Biblioteca do Congresso inclui o filme na lista atualizada de 2019 do National Film Preservation Board de "7,200 Lost U.S. Silent Feature Films" produzidos entre 1912 e 1929.

## Elenco
- Theda Bara como Gioconda Dianti[6] [b]
- Paul Doucet como Lucio Settala
- Doris Heywood como Silvia Settala
- Jane Lee como Beata Settala, filha de Lúcio e Silvia
- Victor Benoit como Cosimo Dalbo, amigo de Lúcio
- Robert Wayne como Lorenzo Gaddi, mestre escultor
- Jane Miller como Francesca Doni, irmã de Silvia
- Elaine Ivans [c] Como La Sirenetta
- Edouard Durand como Roffiano
- Clifford Bruce em papel indeterminado

## Produção
De acordo com o registro de copyright do filme em 1915, o "cenarista" Joseph H. Trant baseou seu enredo na versão traduzida da Broadway de La Gioconda de D'Annunzio, que estreou em Nova York em 4 de novembro de 1902. Desde o início do planejamento da Fox Film para sua adaptação para o cinema, ninguém além de Theda Bara foi considerado para desempenhar o papel-título. Na verdade, várias fontes em 1915 relatam que uma das condições em que D'Annunzio insistiu ao vender os direitos de sua peça de 1899 para a Fox era que o estúdio garantia Bara para estrelar seu filme. Ao longo da produção, o título provisório usado para o filme da Fox era simplesmente "The Vamp", um título que as publicações comerciais frequentemente citavam em seus itens de notícias e atualizações sobre o desenvolvimento do "photoplay" nas semanas anteriores ao seu lançamento.

## Status de preservação
Um pequeno número de stills do filme da produção e algumas fotos do elenco no local em St. Augustine podem ser encontrados em jornais e revistas de 1915, mas nenhuma filmagem de The Devil's Daughter ou fragmentos de negativos ou impressões de qualquer um de seus cinco rolos são conhecidos por serem preservados entre os extensos acervos da Biblioteca do Congresso, o Museu George Eastman, a coleção de filmes do Museu de Arte Moderna, os acervos do Arquivo de Cinema e Televisão da UCLA ou em repositórios de filmes europeus. Este filme é, portanto, considerado perdido.